# SV Preußen Schweidnitz
SV Preußen Schweidnitz – niemiecki klub piłkarski z siedzibą w mieście Schweidnitz (obecnie Świdnica w Polsce), działający w latach 1922–1933.

## Historia
Klub SV Preußen Schweidnitz został założony 24 czerwca 1922 roku i należał do Południowo-Niemieckiego Związku Piłki Nożnej. W latach 1930 i 1933 klub został wicemistrzem okręgu Bergland i tym samym zakwalifikował się do finałowej rundy Mistrzostw Niemiec Południowo-Wschodnich.
31 sierpnia 1933 SV Preußen Schweidnitz połączono z VfR 1915 Schweidnitz, tworząc DSV Schweidnitz, który z kolei przestał istnieć w 1945.

## Sukcesy
- wicemistrz okręgu Bergland: 1930, 1933